# Dactylanthias
Dactylanthias is een geslacht van straalvinnige vissen uit de familie van zaag- of zeebaarzen (Serranidae).

## Soorten
- Dactylanthias aplodactylus (Bleeker, 1858)
- Dactylanthias baccheti Randall, 2007